# Polina Berezina
Polina Berezina Ksenofontova (Moscú, Rusia; 5 de diciembre de 1997) es una gimnasta rítmica española que compite en la selección nacional de gimnasia rítmica de España en modalidad individual. 
Perteneciente al Club Gimnasia Rítmica Torrevieja, ha sido entrenada por Mónica Ferrández (2006 - 2016), por Anna Baranova (2016 - 2018), Desde octubre de 2022 entrena en el CAR de Madrid a las órdenes de Marta Linares. Fue campeona de España infantil Open (2010), júnior Open (2011 y 2012), en 1.ª categoría (2015) y en categoría de honor (2017, 2018, 2020, 2021, 2022).
Participó en los Juegos Olímpicos París 2024 tras obtener la plaza en el mundial de Valencia 2023. Pese a comenzar la competición con un fallo que le supuso una pérdida de nota importante, Polina supo remontar ejecutando los otros tres ejercicios de manera impecable.

## Biografía deportiva

### Inicios
Aunque nacida en Moscú, vivió en Guardamar del Segura (Alicante) desde 2001. Con 7 años empezó a practicar gimnasia rítmica en Guardamar para, con 8 años, entrar al Club Gimnasia Rítmica Torrevieja de Torrevieja (Alicante), donde entrenó a las órdenes de la exgimnasta Mónica Ferrández hasta 2016, a los 18 años de edad. Para 2008, el trabajo de su padre la llevó a vivir nuevamente en Moscú y empezó a compaginar sus entrenamientos entre España, con Mónica Ferrández, y Rusia, con Oksana Skaldina. En 2009, en el Campeonato de España Individual de Ponferrada, fue 5.ª en la general de la categoría infantil Open, además de ser subcampeona júnior en el Torneo Internacional Vindija de Croacia. Para 2010, en Zaragoza, fue campeona de España en esa misma categoría. En diciembre de ese mismo año volvió a ser subcampeona júnior en el Torneo Internacional Vindija de Croacia, y fue oro en categoría júnior en el Campeonato Moscow Winter de Moscú. Tanto en 2011 en La Coruña como en 2012 en Logroño, fue campeona de España en categoría júnior Open (ya que su nacionalidad aún se estaba tramitando). En 2012, en el Campeonato de España en Edad Escolar en Cáceres, fue oro por autonomías con la Comunidad Valenciana. En 2012, en el XVII Torneo Internacional Miss Valentine en Tartu (Estonia), consiguió el 4.º puesto con los ejercicios de aro, pelota y mazas, y el 9.º puesto en cinta. En 2012 acudió por primera vez al Euskalgym del País Vasco, habiendo asistido a cada edición desde entonces.

### Etapa en la selección nacional
Berezina ha sido internacional con la selección española júnior en 2013, y sénior desde 2014 hasta la actualidad. En junio de 2013 obtuvo la nacionalidad española, por lo que pudo empezar a competir con la selección. Ese mismo año fue medalla de bronce en la modalidad de aro, 5.ª en pelota, 7.ª en cinta, 5.ª en mazas y 5.ª en la general en los Juegos Mundiales Escolares (Gymnasiade) de Brasilia. Para 2014 fue subcampeona de España en 1.ª categoría, solo superada por Sara Llana. En abril de 2015 disputó la Copa de la Reina en Guadalajara, donde fue plata por autonomías, en aro, en pelota y en cinta. En mayo de 2015 compitió en el Europeo de Minsk, obteniendo la 7.ª plaza por equipos. En julio fue campeona de España individual en 1.ª categoría en Pontevedra. En septiembre de 2015 participó en su primer Mundial, el de Stuttgart, participando solo con cinta y logrando la 10.ª posición por equipos junto a sus compañeras Carolina Rodríguez, Natalia García y Sara Llana. En 2016 fue 8.ª en el Torneo Internacional de Corbeil-Essonnes y bronce en pelota en el Campeonato de España Individual. A finales de 2016 se trasladó al CAR de Madrid, pasando a entrenar desde entonces con la seleccionadora Anna Baranova.
En junio de 2017 fue campeona de España en categoría de honor en el Campeonato de España Individual celebrado en Valencia, situándose por delante de Sara Llana. En agosto ocupó la 34.ª plaza en la general del Mundial de Pésaro. Para 2018 fue 16.ª en la prueba de la Copa del Mundo de Guadalajara. En junio, en Guadalajara, fue campeona de España de categoría de honor por segundo año consecutivo, superando a Sara Llana y siendo además oro en cinta y plata en mazas, aro y pelota. En los Juegos Mediterráneos de Tarragona logró el 4.º puesto. El 2 de agosto de 2018 la RFEG informó a través de Twitter que Berezina volvía a entrenar en Torrevieja con Mónica Ferrández. A finales de agosto participó en la prueba de la Copa del Mundo de Minsk, donde obtuvo la 25.ª posición. A mediados de septiembre disputó el Mundial de Sofía. En el mismo obtuvo la 17.ª posición por equipos junto a Sara Llana, María Añó y Noa Ros, y la 37.ª en la general individual.
El 18 de octubre de 2018 se informó que entrenaría durante los tres meses siguientes en las instalaciones del Club Mabel de Benicarló. El 1 de diciembre se proclamó, junto a sus compañeras del Club Mabel, subcampeona en la Fase Final de la 1.ª División de la Liga de Clubes Iberdrola, que se celebró en Cartagena.
Desde el 7 de enero de 2019 pasó a entrenar en el Centro Deportivo Colonial Sport en Alfafar (Valencia) junto a parte de la selección nacional individual: María Añó, Noa Ros y Alba Bautista. En agosto fue 6.ª en la general en el Torneo Internacional Grácia Cup de Budapest. Para septiembre disputó el Mundial de Bakú, logrando la 11.ª posición por equipos junto a María Añó y Natalia García, y la 22.ª en la general individual. A finales de 2020, después del confinamiento por la pandemia de COVID-19 y tras superar una lesión de espalda, inició la nueva temporada. En junio de 2021 disputó el Europeo de Varna, logrando la 15.ª posición en la general, y en octubre participó en el Mundial de Kitakyushu siendo 25.ª en el concurso general.
Después de que el Centro Colonial Sport de Alfafar dejara de formar parte del proyecto de la RFEG en diciembre de 2021, pasó a entrenar en el Club Mabel de Benicarló para poder seguir estando con su entrenadora Blanca López Belda. En junio de 2022 disputó el Europeo de Tel Aviv, logrando la 23.ª posición en la general y la 6.ª por equipos. Para septiembre de 2022, en el Mundial de Sofía, consiguió la medalla de bronce por equipos junto a Alba Bautista y el conjunto español. Además, fue vigésima en la general individual.
Desde octubre de 2022 entrena en el CAR de Madrid a las órdenes de Marta Linares. En marzo de 2023 obtuvo la medalla de bronce en la final de aro en la prueba de la Copa del Mundo de Atenas, donde fue además 8.ª en la general y en la final de mazas. Para mayo disputó el Europeo de Bakú, logrando la 8.ª posición en la general individual, su mejor resultado en la competición. Además, fue 8.ª en la final de aro. En la actualidad compagina los entrenamientos con sus estudios de Comunicación Audiovisual.

## Música de los ejercicios
| Año                     | Aparatos     | Música |
| ----------------------- | ------------ | --- |
| 2007 (categoría alevín) | Manos libres | «Trashin’ the Camp», compuesta por Phil Collins e interpretada por Chester Gregory II y coro, para Tarzan - The Broadway Musical. |
| 2014                    | Pelota       | «Horchat Hai Caliptus» de Ishtar.                                                                                                 |
| 2014                    | Aro          | «Mutation» del espectáculo Amaluna del Cirque du Soleil, compuesto por Guy Dubuc y Marc Lessard.                                  |
| 2014                    | Cinta        | «Song for the Little Sparrow» de Abel Korzeniowski.                                                                               |
| 2015                    | Pelota       | «Believer» de Christina Milian.                                                                                                   |
| 2015                    | Cinta        | Concerto n.º 4 en fa menor, Op. 8, RV 297 («L'inverno» de Las cuatro estaciones) de Antonio Vivaldi.                              |
| 2015 - 2016             | Aro          | «Prophecy» de Full Tilt. |
| 2015 - 2016             | Cinta        | «SOS New York» de la banda sonora del videojuego Crysis 2, compuesta por Borislav Slavnov.                                        |
| 2016                    | Pelota       | «Everything» de Sean Christopher.                                                                                                 |
| 2016                    | Mazas        | «March of the Magicians» de Lorenzo Castellarin.                                                                                  |
| 2017 - 2018             | Pelota       | «Solo ESS3» de Edith Salazar. |
| 2017 - 2018             | Mazas        | «Act One: Trouble» de DeLee And Brenda.                                                                                           |
| 2017 - 2018             | Aro          | «I Wanna Dance» de Artem Uzunov.                                                                                                  |
| 2017 - 2018             | Cinta        | «Ghost of Sky (Epic Dub)» de Steed Lord.                                                                                          |
| 2019                    | Cinta        | «March of the Magicians» de Lorenzo Castellarin.                                                                                  |

2020
2021
2022
2023
2024

## Palmarés internacional
| Campeonato Mundial       | Campeonato Mundial | Campeonato Mundial | Campeonato Mundial   |
| Año                      | Lugar              | Medalla            | Prueba               |
| ------------------------ | ------------------ | ------------------ | -------------------- |
| 2022                     | Sofía (Bulgaria)   | Medalla de bronce  | Concurso por equipos |
| Prueba de Copa del Mundo |                    |                    |                      |
| Año                      | Lugar              | Medalla            | Prueba               |
| 2023                     | Atenas (Grecia)    | Medalla de bronce  | Aro                  |

## Premios, reconocimientos y distinciones
- Nominada como Mejor Deportista Promesa Femenina de 2010 en la XVII Gala del Deporte de Torrevieja (2010)[16]
- Mejor Deportista Absoluto de 2011 en la XVIII Gala del Deporte de Torrevieja (2011)[17]
- Mejor Deportista Absoluto de 2015 en la XXIII Gala del Deporte de Torrevieja (2016)[18]

## Filmografía

### Publicidad
- Spot de Navidad para Dvillena, entonces patrocinador de la RFEG (2015).[19]
- Spot de presentación del Proyecto FER (2018).[20]